# Il triangolo giallo
Pour plus de détails, voir Fiche technique et Distribution.
Il triangolo giallo est un film de gangsters muet italien à quatre sketches réalisé par Emilio Ghione et sorti en 1917. 

## Épisodes
Le film est composé de quatre épisodes de 7 minutes chacun :
1. I cavalieri del Triangolo (première projection romaine : 27 décembre 1917)
2. Acqua che parla (première projection romaine : 7 janvier 1918)
3. Il mattone insanguinato (première projection romaine : 14 janvier 1918)
4. La rivincita di Za (première projection romaine : 20 janvier 1918)

## Fiche technique
- Titre original italien  : Il triangolo giallo[2]
- Réalisateur : Emilio Ghione
- Scénario : Emilio Ghione
- Photographie : Cesare Cavagna
- Société de production : Tiber Film
- Pays de production :  Royaume d'Italie
- Format : Noir et blanc - 1,33:1 - muet - 35 mm
- Durée : 4x7 minutes (1 722 mètres)
- Genre : Film de gangsters
- Date de sortie :
  - Royaume d'Italie : du 27 décembre 1917 au 20 janvier 1918

## Distribution
- Emilio Ghione : Za la Mort
- Kally Sambucini : Za la Vie
- Olga Virgili : Carmencita
- Ignazio Lupi :
- M. Matsumato : un Japonais
- Alfredo Martinelli : Enriquez
- Hally-Sara Cucini :
- Giovanni Ragusa : un Japonais
- Léonie Laporte : camarade Margot
- Tamagio Watermolo : un Japonais